# Jean-Baptiste Pettens
Jean-Baptiste Pettens (1769 - 1837) was lid van het Belgisch Nationaal Congres.

## Levensloop
Pettens was advocaat en lid van de bestendige deputatie van de provincie Zuid-Brabant, toen hij in oktober 1830 door het arrondissement Leuven verkozen werd tot lid van het Nationaal Congres. Hij werd er onder de gematigde katholieken gerekend. Hij nam eenmaal het woord om de monarchie als beste staatsvorm aan te prijzen. Het politiek regime zoals het onder keizerin Maria Theresia bestond, waarbij een middenweg werd bewandeld tussen monarchie en republiek, was ideaal betoogde hij. Pettens was waarschijnlijk geen goede redenaar, want het verslag noteerde dat de banken leegliepen en men amper de spreker kon verstaan.
Pettens stemde zoals de meerderheid: voor de onafhankelijkheidsverklaring en voor de uitsluiting van de Nassaus. Begin februari 1831, toen voor het eerst een stemming plaatsvond voor een nieuw staatshoofd, was hij een van de 43 leden die zich met geen van de kandidaten konden verzoenen en niet aan de stemming deelnamen.
Kort daarop nam hij om gezondheidsredenen ontslag en werd hiervan in zitting van 24 februari 1831 akte genomen. Hij bleef verder lid van de Brabantse provincieraad.